# Querido John (película de 1964)
Querido John, o Adorado John (en sueco, Käre John) es una película sueca del año 1964 dirigida por Lars-Magnus Lindgren y protagonizada por Jarl Kulle y Christina Schollin.
Esta película fue especialmente conocida por sus escenas nudistas, inusuales para la época. Fue nominada al Óscar como mejor película extranjera

## Reparto
- Jarl Kulle como John Berndtsson.
- Christina Schollin como Anna.
- Helena Nilsson como Helena
- Erik Hell como Yngve Lindgren.
- Emy Storm como Karin Lindgren.
- Morgan Anderson como Raymond.
- Synnøve Liljebæck como Dagny.
- Hans Wigren como Elon.
- Håkan Serner como Erwin.
- Bosse Wahlström como Bosse.
- Erland Nordenfalk como Kurt.
- Stig Woxther como el taxista.